# Виктор Григорович
В̀иктор Ив̀анович Григор̀ович (на руски: Виктор Иванович Григорович) е украински филолог, славист, професор в Казан, Москва и Одеса.

## Биография
Виктор Григорович е роден на 15 април 1815 година в Балта, Подолска губерния, в семейството на украинец, който е полицейски служител, и полякиня.
Григорович е първият учен, който посещава през 1844 – 1847 година българските земи и изнася от тях около 60 ценни ръкописа от XI – XVIII век, например така нареченото „Охридско евангелие“, „Рилските глаголически листове“, от XI век (виж: И. Гошев, „Рилски глаголически листове“, София, 1956) и „Мариинското евангелие“ (Всички ръкописи са описани от: Викторов А. Е., Собрание рукописей В. И. Григоровича. Москва, тип. Лаврова, 1879). Отнася в Русия Хлудовския псалтир. След това пътешествие, което трае две години и половина, издава „Очерк путешествия по Европейской Турции (с картою окресностей Охридского и Преспанского озер“ (Ученые записки Казанского университета, кн. III, 1848), второ издание в Москва 1877). В него той дава ценни сведения за народностния състав на посетените селища, за езика и племенните названия на българите в Македония.
През 1864 година Григорович се запознава с младия Христо Ботев, който по онова време учи в одеската Втора гимназия, и му възлага преводи на руски на български народни песни. С негово съдействие Ботев се записва за кратко в Императорския новорусийски университет.
Издава още: „Краткое обозрение славянских литератур“, „Опыт изложения литературы словен“ (1844), „Статьи, касающиеся древнего славянского языка“ (1852), „О Сербии в ее отношении к соседним державам в XIV—XV в.“ (1859), „Статьи, касающиеся древнеславянского языка“ (Казань., 1852); „Описание четвероевангелия, писанного глаголицей“ („Известия Академии Наук, по II отд.“, II, 242, 1852); „Послание русского митрополита Иоанна II“ („Ученые записки II отделения Академии Наук“, I, 1854); „О Сербии в ее отношении к соседним державам в XIV – XV в.“ (Казань, 1859); „Древнеславянский памятник, дополняющий житие святых апостолов Кирилла и Мефодия“ (Казань, 1862); „Как выражались отношения константинопольской церкви к окрестным северным народам в начале Х в.“ (Одесса, 1866); „Из летописи науки славянской“ („Записки Новороссийского университета“, VI, 1871); „Я. А. Коменский, славянский педагог-реалист XVIII в.“ (Одесса, 1871); „Записки антиквара о поездке его на Калку и Калмус и пр.“; „Об участии сербов в наших общественных отношениях“ („Записки Новороссийского университета“, XXI, 1876) и други.
- „Как выражались отношение Константинопольской Церкви“, Одеса, 1866
- „Очерк путешествия по Европейской Турции“, второ издание, Москва, 1877
- „Славянские наречия“, Варшава, 1884

## Памет
На Виктор Григорович е наречена улица в квартал „Крива река“ в София (Карта).